# Fabra i Puig (metrostation)
Fabra i Puig is een metrostation in Barcelona dat aangedaan wordt door L1 (rode lijn). Het station ligt in het district Sant Andreu, onder de Avinguda Meridiana tussen Carrer de Concepció Arenal en Passeig de Fabra i Puig. Het is geopend in 1954, als uitbreiding van eerder genoemde Lijn 1 vanaf La Sagrera. Passagiers kunnen hier overstappen voor het Renfestation Sant Andreu Arenal. Het is vernoemd naar Passeig de Fabra i Puig, een belangrijke weg in deze wijk.

## Lijn
- Metro van Barcelona L1

Hospital de Bellvitge · Bellvitge · Av. Carrilet · Rambla Just Oliveras · Can Serra · Florida · Torrassa · Santa Eulàlia · Mercat Nou · Plaça de Sants · Hostafrancs · Espanya · Rocafort · Urgell · Universitat · Catalunya · Urquinaona · Arc de Triomf · Marina · Glòries · Clot · Navas · La Sagrera · Fabra i Puig · Sant Andreu · Torras i Bages · Trinitat Vella · Baró de Viver · Santa Coloma · Fondo